# The Mummy's Ghost
The Mummy's Ghost (br: O Fantasma da Múmia) é um filme estadunidense de 1944 dirigido por Reginald Le Borg. É uma sequência de A Tumba da Múmia da Universal Studios com Lon Chaney Jr. no papel da múmia Kharis.

## Elenco
- Lon Chaney Jr.	...	Kharis, a múmia
- John Carradine	...	Yousef Bey
- Robert Lowery	...	Tom Hervey
- Ramsay Ames	...	Amina Mansouri
- Barton MacLane	...	Inspector Walgreen
- George Zucco ...	High Priest
- Frank Reicher	...	Professor Matthew Norman
- Harry Shannon	...	Sheriff
- Emmett Vogan...	Coroner
- Lester Sharpe	...	Doctor Ayad
- Claire Whitney	...	Mrs. Norman